# Obbligo di interpretazione conforme
L'obbligo di interpretazione conforme è l'obbligo, che grava in sistemi giurisdizionali plurilivello, di rispettare la nomofilachia della Corte che, da un trattato internazionale, è investita del monopolio dell'interpretazione sua e del diritto da esso derivato.

## Nell'Unione europea
Nel diritto dell'Unione europea il principio consiste nell'obbligo gravante sul giudice nazionale (e su ciascun interprete del diritto nazionale) di prendere in considerazione tutte le norme del diritto interno ed utilizzare tutti i metodi di interpretazione da esso riconosciuti per addivenire ad un risultato conforme a quello voluto dall'ordinamento comunitario; esso discende dal principio di leale cooperazione tra gli organi e gli Stati dell'Unione europea.
Consiste, in estrema sintesi, nell'interpretare il diritto interno nazionale conformemente a quello comunitario e assicura il continuo adeguamento del primo al contenuto ed agli obiettivi dell'ordinamento comunitario.
Costituisce una forma di efficacia indiretta degli atti normativi dell'Unione, poiché è attraverso tale obbligo che gli atti privi di efficacia diretta possono assumere rilevanza all'interno dei singoli ordinamenti nazionali, in quanto possono "suggerire" al giudice una interpretazione conforme al loro disposto.
L'obbligo di interpretazione conforme così come lo si intende nella sua portata e nella sua estensione attuali è il risultato di un lungo percorso giurisprudenziale compiuto dalla Corte di Giustizia dell'Unione Europea, difetti nei trattati istitutivi delle comunità non si rinviene alcuna disposizione volta a disciplinare in maniera specifica tale obbligo.
La Corte di Lussemburgo enuncia tale principio nel 1984 con l'emanazione della sent.Von Colson, precisando che tale obbligo rimane però circoscritto alla sola interpretazione delle norme interne volte a trasporre direttive comunitarie. 
Nella successiva sent. Marleasing i giudici di Lussemburgo estendono l'ambito di applicazione di tale obbligo, comprendendovi ogni norma che, sebbene antecedente alla direttiva o priva di legami funzionali con essa, intervenga sulla medesima materia oggetto della disciplina comunitaria.
Nel 2004 la Corte, per il tramite della controversia Pfeiffer, statuisce che l'obbligo di interpretazione conforme sia applicato all'intero complesso normativo di tutti gli ordinamenti nazionali che hanno aderito all'Unione europea. 
La posizione espressa dalla Corte nel 2004 è oggetto di rettifica nella successiva sentenza Adeneler, con la quale i giudici di Lussemburgo pongono un limite all'osservanza dell'obbligo di interpretazione conforme, stabilendo che essa non può in alcun caso condurre ad assegnare alla letteralità del testo della norma interna un significato che sia contra legem.
Il giudice è dispensato da tale obbligo solo se non ha alcun margine di discrezionalità nell'interpretare la norma nazionale, in caso contrario deve preferire quella più vicina a quella comunitaria.
Se l'atto è una direttiva l'obbligo scatta solo dopo l'entrata in vigore della medesima.
Se da tale interpretazione può scaturire un aggravamento della responsabilità penale dell'individuo questa è vietata tout court (costituirebbe una violazione del principio generale del favor rei).
Nella nota sentenza del 16 giugno 2005, relativa al procedimento C-105/03, l'obbligo sussiste anche per le decisioni quadro nell'ambito del terzo pilastro dell'Unione europea (Giustizia e Affari Interni).

### Il ruolo della Corte di Giustizia
In quest'ambito interpretativo, la Corte di Giustizia ha un ruolo determinante nella fissazione dei canoni ermeneutici del diritto soprannazionale, da ricondurre essenzialmente all'art. 164 CEE (ruolo da esercitare principalmente rispetto ai principi generali di supremazia, effetto diretto, garanzia delle quattro libertà fondamentali, divieto di discriminazione, tutela dei diritti fondamentali, obbligo di collaborazione fra gli Stati membri e istituzioni).
I giudici nazionali, quindi, sono tenuti ad interpretare le norme prodotte dal proprio ordinamento in base ai principi del diritto comunitario e non solo in base alle norme nazionali. La rilevanza ermeneutica delle direttive comunitarie, dunque, non è più ristretta alla normativa interna di attuazione delle stesse, ma si estende fino ad influenzare le lacune normative (casi in cui la normativa non esista ovvero non sia direttamente applicabile).

## Nel Consiglio d'Europa
Nel sistema convenzionale inaugurato nel 1949 tra i Paesi del Consiglio d'Europa per la difesa dei diritti umani, è fatto obbligo al giudice domestico di interpretare la Convenzione europea dei diritti dell'uomo in senso conforme alle statuizioni della Corte europea dei diritti dell'uomo. Ciò non ha impedito alla Corte costituzionale italiana di dichiarare che "la Corte costituzionale, investita dello scrutinio, pur non potendo sindacare l'interpretazione della CEDU data dalla Corte europea,   resta legittimata a verificare se la norma della Convenzione - la quale si colloca pur sempre a  un livello sub-costituzionale  -  si ponga eventualmente in conflitto con altre norme della Costituzione".